# Конталмезон
Конталмезон (фр. Contalmaison) насеље је и општина у североисточној Француској у региону Пикардија, у департману Сома која припада префектури Перон.
По подацима из 2011. године у општини је живело 123 становника, а густина насељености је износила 21,69 становника/km². Општина се простире на површини од 5,67 km². Налази се на средњој надморској висини од 120 метара (максималној 161 m, а минималној 87 m).

## Демографија
| 1962. | 1968. | 1975. | 1982. | 1990. | 1999. | 2011. |
| ----- | ----- | ----- | ----- | ----- | ----- | ----- |
| 76    | 84    | 106   | 101   | 104   | 98    | 123   |

График промене броја становника у току последњих година